# Nirvana
 Ovo je glavno značenje pojma Nirvana. Za druga značenja pogledajte Nirvana (razdvojba).
U indijskim religijama budizmu, džainizmu i hinduizmu,  nirvāna (sanskrt: निर्वाण, pali: Nibbāna, kineski: 涅槃; pinyin: niè pán), što doslovno znači "nestajanje" i/ili "gašenje", jest vrhunac jogijeve potrage za oslobođenjem. Siddhartha Gautama, poznatiji kao Buda, opisao je dharmu kao "...splav na kojoj se prelazi rijeka. Samo bi luđak ponio splav sa sobom nakon što stigne na obalu slobode." Osim toga, budizam, hinduizam i džainizam koriste tu riječ da opišu stanje mokše, a riječ se navodi i u više hinduskih tantričkih tekstova, kao i u Bhagavad Giti. 